# Estação Alma
Alma é uma estação da linha 1 do Metro de Bruxelas.